# Oleksiivka, Sofiivka
Oleksiivka (în ucraineană Олексіївка) este un sat în comuna Kameanka din raionul Sofiivka, regiunea Dnipropetrovsk, Ucraina.

## Demografie
Componența lingvistică a localității Oleksiivka
     Ucraineană (96,46%)
     Rusă (3,54%)
Conform recensământului din 2001, majoritatea populației localității Oleksiivka era vorbitoare de ucraineană (96,46%), existând în minoritate și vorbitori de rusă (3,54%).